# 아쉬키 2

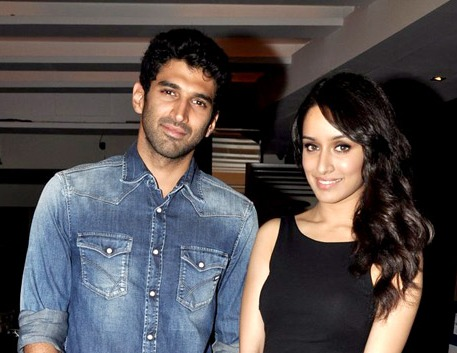

아쉬키 2(Aashiqui 2)는 인도에서 제작된 모히트 수리 감독의 2013년 드라마, 뮤지컬, 멜로/로맨스 영화이다. 아디티야 로이 카푸르 등이 주연으로 출연하였다. 2010년대 초를 배경으로 한다.
2013년 4월 26일 초연되었으며 새 배우들이 주연으로 출연했음에도 불구하고 박스오피스에서 상업적인 성공을 거두었으며 2013년에 가장 수익이 높은 볼리우드 영화 가운데 하나였다.

## 출연

### 주연
- 아디티야 로이 카푸르
- 쉬라다 카푸르
- 샤드 란다와

### 조연
- 치트락 반디요파디야이
- 살릴 아차리야
- 벅스 바르가바